# Peggy Vrijens
Peggy Vrijens (Maastricht, 28 oktober 1976) is een Nederlands (stem)actrice.

## Jeugd
In haar jeugd deed Vrijens tien jaar lang aan klassiek en jazzballet. Ook speelde ze van haar achtste tot haar achttiende jaar viool.

## Carrière
Na het vwo volgde Vrijens de Toneelacademie in Maastricht. Sinds haar afstuderen in 2000 speelde ze vast bij het theatergezelschap Els inc. onder leiding van Arie de Mol. Ze volgde twee projecten camera-acteren onder leiding van Carine Crutzen en Bram van Erkel. In 2005 stond ze met gezelschap De Wilde Hond op De Parade met De Grote Identiteitsshow. In het seizoen 2009/2010 speelde zij in de komedie Oranje boven met onder anderen Liz Snoijink en Jon van Eerd. Ze deed ook de reprise van deze productie in 2010-2011. Vanaf 2011 speelde zij de rol van Morgana le Fey in Het Huis Anubis en de Vijf van het Magische Zwaard. Ook sprak zij de stem in van Britney uit Wingin' It, Taranee uit W.I.T.C.H. en van Tecna uit Winx Club. Ze spreekt ook de stem van Jocelyn Fairchild uit Shadowhunters: The Mortal Instruments in voor het eerste seizoen.

## Filmografie

### Televisie
Vrijens speelde hoofd- en bijrollen in de volgende series:
- Dok12 (2001), als Pauline
- Rozengeur & Wodka Lime (2001-2002), als Fleur van Aspen
- SamSam (afl. Daten is plezier voor drie, 2003), als Bianca
- Snowfever (2004), als Max
- Costa! (2004-2005), als Monica
- Bitches (2005), als Vanessa
- Julia's Tango (2007-2008), als Marjolein Kramer
- De co-assistent (afl. De beoordeling, 2009), als Lotje Diederiks
- Voetbalvrouwen (2009-2010), als Oksana Nikolajev
- Het Huis Anubis en de Vijf van het Magische Zwaard (2011), als Morgana Le Fay
- Iedereen is gek op Jack (2011), als vriendin van Barbara
- Sinterklaasjournaal (2012), als Roermondhygiëniste
- De leeuwenkuil (2013), als de dierenarts
- Meiden van de Herengracht (2015), als Els de Waal
- De mannen van dokter Anne (2016), als dokter Dierdoor
- Caps Club (seizoen 3, 2016), als Thea Veteman
- DNA (2019), als Emely Brinkman
- Flikken Maastricht (2021), als Petra Bakker
- The Passion (2022), als discipel
- Gooische Vrouwen (2024), als Lia
- Woeste grond (2024-2025), als Vera
- Elixer (2025), als Marie Rombauts

#### Stemacteur
Vrijens is ook actief als stemacteur, onder andere voor de volgende films en series:
- W.I.T.C.H. (2005), als Taranee
- 6tien (2007), als Jen
- Star Wars: The Clone Wars (2009-2020), als Bo-Katan Kryze
- Curious George 2: Follow That Monkey! (2009)
- Alice in Wonderland (2010), als Mirana of Marmoreal, de witte koningin
- Monster High (2011-2015), als Clawdeen Wolf
- Wingin' It (2011-2013), als Britney
- Cars 2 (2011), als Sally
- Winx Club (2012-heden), als Tecna
- Winx Club 3D Magisch Avontuur (2012), als Tecna
- Wreck-It Ralph (2012), als Toffetia Lammerstroop
- Monsters University (2013), als overige stemmen
- Penguins of Madagascar (2014), Eva
- Star Wars Rebels (2014-2018), als Bo-Katan Kryze
- Big Hero 6 (2015), als scheidsrechter
- Binnenstebuiten (2015), als Plezier
- Disney Infinity 3.0 (2015), als Plezier en Destiny
- Star vs. de Kracht van het Kwaad (2015-2019), als Ponyhoofd
- Winx Club Het Mysterie van de afgrond (2015), als Tecna
- Alicia weet wat te doen! (2016), als Maetel
- Finding Dory (2016), als mevrouw Vis
- Shadowhunters: The Mortal Instruments (seizoen 1, 2016), als Jocelyn Fairchild
- The Secret Life of Pets (2016), als Gidget
- Storks (2016), als Sarah Gardner
- Cars 3 (2017), als Sally
- Sherlock Gnomes (2018)
- Teen Titans Go! To the Movies (2018)
- Ralph Breaks the Internet (2018), als Toffetia Lammerstroop, Colleen, Ballet Moeder, veilingmeester
- Wonder Park (2019), als Greta
- De Casagrandes (2019-2022), als Tia Frida.
- The Secret Life of Pets 2 (2019), als Gidget
- Eurovision Song Contest: The Story of Fire Saga (2020), als Sigrit Ericksdottir
- Raya and the Last Dragon (2021), als Sisu
- Spirit Untamed (2021), als Cora Prescott
- What If...? (2021), als Betty Ross
- Sonic the Hedgehog 2 (2022), als Rachel
- Verschrikkelijke Ikke 4 (2024), als Patsy Prescott
- Binnenstebuiten 2 (2024), als Plezier
- Droom Producties (2024), als Plezier

#### Kandidaat
- Wie is de Mol? (2006, jubileumseizoen 2020)[2]
- Expeditie Robinson (2012)
- De Alleskunner VIPS (2022)

### Film
- Snowfever (2004), als Max
- Joyride (2005), als Joy
- De Hel van '63 (2009), als Joke
- Nova Zembla (2011), als prostituee
- Onze Jongens (2016), als Alexine
- All You Need Is Love (2018), als Gerja
- Whitestar (2019), als Linda Rozenboom
- Niks Vreemds Aan (2021), als Danielle
- Liefde zonder grenzen (2021), als dokter
- Kwestie van geduld (2022), als Petra Thuyles

### Spel
- Professor Layton vs. Phoenix Wright: Ace Attorney (2014), als Maya Fey, Olivia Aldente

### Theater
- Jubileumvoorstelling Met gelijke Munt (2025), als Agnes

## Trivia
- Vrijens is beschermvrouwe van Bert Buis Kindertelevisie in het academisch ziekenhuis Maastricht (Maastricht UMC+).